# Pogromoncie
Pogromoncie (lit. Pãgramantis) – miasteczko na Litwie, położone w okręgu tauroskim w rejonie tauroskim, 16 km na północny zachód od Taurogów. Przez miasteczko przebiega droga Taurogi-Szyłele. Usytuowane jest w dolinie rzeki Akmena.
Znajduje się tu zabytkowy Kościół Niepokalanego Poczęcia Najświętszej Maryi Panny, szkoła, biblioteka i poczta, a także grodzisko o wysokości kopca około 20 metrów i rozmiarach 75 × 40 metrów.